# 經學院

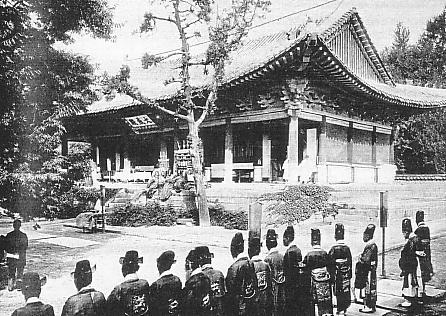
經學院舊照

經學院是日治朝鮮的儒學教育機關。

## 概要
經學院原本是朝鮮王朝和大韓帝國時期，朝鮮半島的最高教育機關。不過在日韓併合簽署後不久，根據朝鮮總督府在1911年6月15日的朝鮮總督府令第73號經學院規定：廢止成均館，並易名為經學院。自此，經學院成為了以日本天皇的下賜金（25萬日圓以及利息）運作的殖民地學校。1942年，經學院更名為明倫專門學校。1945年韓國光復後，根據 軍政法令第15號，恢復為舊名成均館。

## 職員
- 大提学
- 副提学
- 祭酒
- 司成
- 直員
- 講士[4]